# Glória Pires
Glória Maria Cláudia Pires de Morais (født 23. august 1963 i Rio de Janeiro, Brasilien) er en brasiliansk skuespiller.